# Анафилактический шок
Анафилакти́ческий шок (от др.-греч. ἀνά- «против-» и φύλαξις «защита») — аллергическая реакция немедленного типа, состояние резко повышенной чувствительности организма, развивающееся при повторном введении аллергена. Анафилактический шок является крайне тяжёлым видом развития анафилаксии. Анафилактический шок не следует путать с анафилактоидным шоком, одним из проявлений анафилактоидных реакций.
Одно из наиболее опасных осложнений лекарственной аллергии, заканчивающееся примерно в 10—20 % случаев летально.
Распространённость случаев анафилактического шока: 5 случаев на 10 000 человек в год. Рост количества случаев анафилаксии увеличился с 20:100 000 в 1980-х годах до 50:100 000 в 1990-х годах. Такой рост объясняется увеличением числа случаев пищевой аллергии. Анафилаксии больше подвержены женщины и молодые мужчины.
Скорость возникновения анафилактического шока — от нескольких секунд или минут до 5 часов от начала контакта с аллергеном. В развитии анафилактической реакции у больных с высокой степенью сенсибилизации ни доза, ни способ введения аллергена не играют решающей роли. Однако большая доза препарата увеличивает тяжесть и длительность течения шока. Термин был одновременно введён французским иммунологом Александром Михайловичем Безредкой и французским физиологом Шарлем Рише, который в 1913 году за исследование анафилаксии получил Нобелевскую премию по физиологии и медицине.

## Симптомы

Симптомы анафилактического шока

Анафилактический шок обычно проявляется различными симптомами в течение нескольких минут или часов. Первым симптомом или даже предвестником развития анафилактического шока является резко выраженная местная реакция в месте попадания аллергена в организм — необычно резкая боль, сильный отёк, припухлость и краснота в месте укуса насекомого или инъекции лекарственного препарата, сильный зуд кожи, быстро распространяющийся по всей коже (генерализованный зуд), резкое падение артериального давления. При приёме аллергена внутрь первым симптомом может быть резкая боль в животе, тошнота и рвота, диарея, отёк полости рта и гортани. При введении препарата внутримышечно наблюдается появление загрудинной боли (сильное сжатие под рёбрами) через 10—60 минут после ввода препарата.

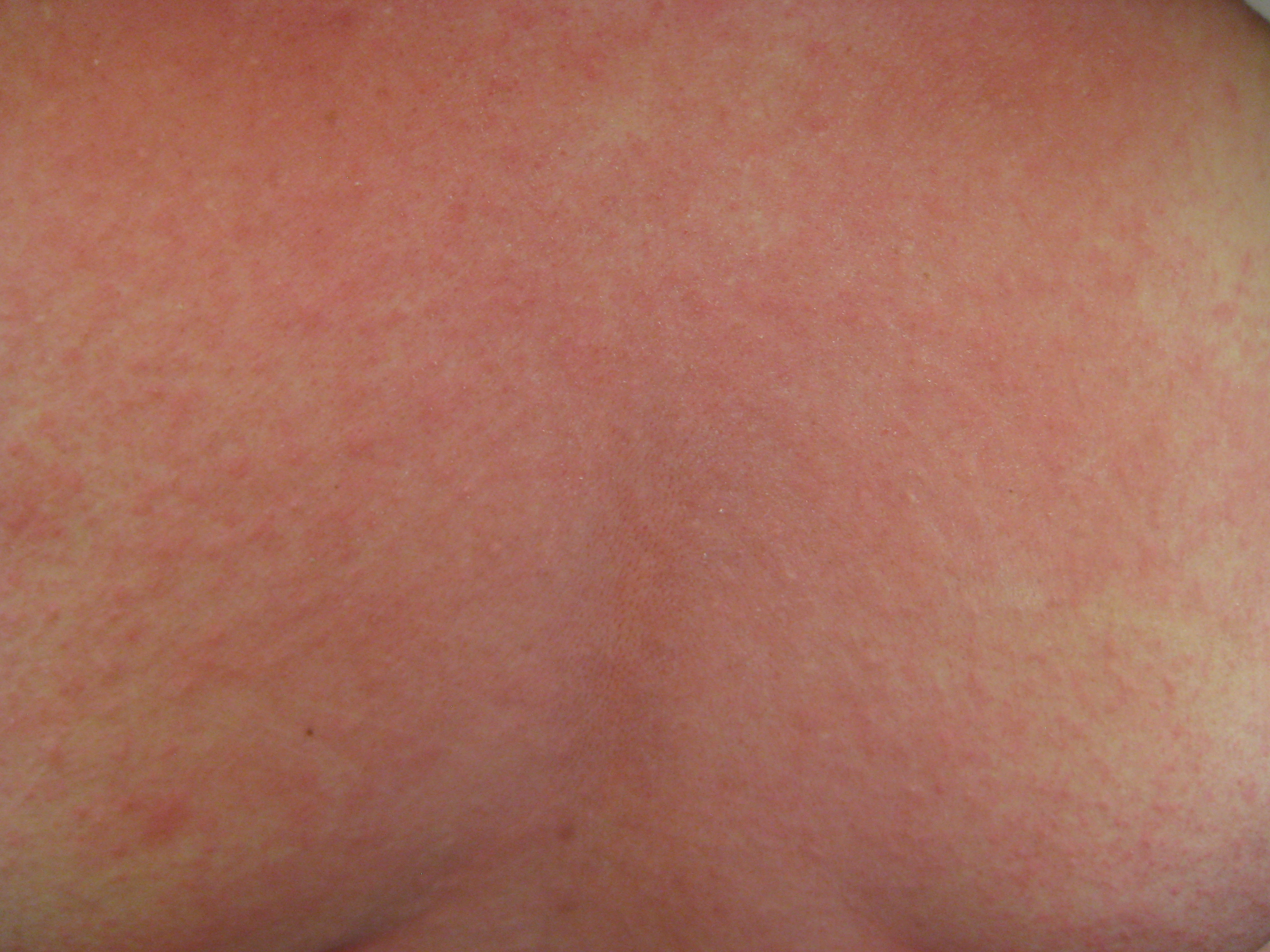
Сыпь и гиперемия на груди

Следом быстро развивается выраженный отёк гортани, бронхоспазм и ларингоспазм, приводящие к резкому затруднению дыхания. Затруднение дыхания приводит к развитию учащённого, шумного, хриплого («астматического») дыхания. Развивается гипоксия. Больной сильно бледнеет; губы и видимые слизистые оболочки, а также дистальные концы конечностей (пальцы) могут стать цианотичными (синюшными). У больного с анафилактическим шоком резко падает артериальное давление и развивается коллапс. Больной может потерять сознание.
Анафилактический шок развивается очень быстро и может привести к смерти в течение нескольких минут или часов после попадания аллергена в организм.

## Причины анафилактического шока
Ранее основной причиной анафилактического шока было проникновение яда в организм человека, например, при укусе змеи. В последние годы анафилактический шок стал часто наблюдаться при терапевтическом и диагностическом вмешательствах — применении лекарств (пенициллина и его аналогов, стрептомицина, витамина B1, диклофенака, амидопирина, анальгина, новокаина), иммунных сывороток, йодсодержащих рентгеноконтрастных веществ, при накожном тестировании и проведении гипосенсибилизирующей терапии с помощью аллергенов, при ошибках переливания крови, кровезаменителей, местном и общем наркозе и так далее.

### Яды
Яд жалящих или кусающих насекомых, например, из отряда перепончатокрылые (осы или пчёлы) или триатомовых клопов, может стать причиной анафилактического шока у восприимчивых людей. Симптомы, описанные в данной статье, проявляющиеся в любом месте, кроме места укуса, могут быть отнесены к факторам риска. Тем не менее примерно в половине летальных исходов у людей не было замечено описанных симптомов.

### Пища
Многие продукты питания могут вызвать анафилактический шок. Это может случиться непосредственно после первого приёма аллергена с едой. В зависимости от географического положения в списке аллергенов могут преобладать те или иные продукты питания. В западных культурах это могут быть арахис, пшеница, орехи, некоторые морепродукты (например, моллюски), молоко или яйца. На Ближнем Востоке это могут быть семена кунжута, а в Азии примером может служить нут. Тяжёлые случаи вызываются употреблением аллергена внутрь, однако часто реакция возникает при контакте с аллергеном. У детей аллергия может пройти с возрастом. К возрасту 16 лет 80 % детей с непереносимостью к молоку и яйцам могут употреблять эти продукты без последствий. Для арахиса этот показатель составляет 20 %.

### Факторы риска
Люди с такими заболеваниями, как астма, экзема, аллергический ринит имеют повышенный риск развития анафилактического шока, вызванного пищей, латексом, контрастным веществам, но не медикаментами или укусами насекомых. Одно из исследований показало, что 60 % из тех, у кого в историях болезни были атопические заболевания, и тех, кто умер от анафилактического шока, имели также и астму. Те, у кого есть мастоцитоз, находятся в зоне повышенного риска. Чем больше прошло времени с момента последнего контакта с аллергеном, тем меньше риск возникновения анафилактического шока.

## Патогенез
В основе патогенеза лежит реакция гиперчувствительности немедленного типа.
Общий и наиболее существенный признак шока — остро наступающее уменьшение кровотока с нарушением периферического, а затем и центрального кровообращения под влиянием гистамина и других медиаторов, обильно секретируемых клетками. Кожные покровы становятся холодными, влажными и цианотичными. В связи с уменьшением кровотока в головном мозге и других органах появляются беспокойство, затемнение сознания, одышка, нарушается мочеотделение.

## Лечение анафилактического шока

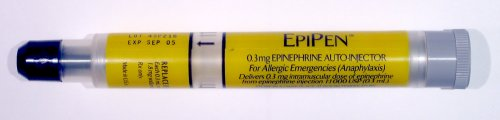
Авто-инъектор с адреналином

Первым мероприятием при анафилактическом шоке должно быть наложение жгута выше места инъекции или укуса и срочное введение адреналина — 0,2-0,5 мл 0,1 %-ного раствора подкожно или, лучше, внутривенно. При появлении признаков отёка гортани рекомендуется ввести 0,3 мл 0,1 %-ного р-ра адреналина (эпинефрина) в 10-20 мл 0,9 %-ного р-ра хлорида натрия внутривенно; преднизолон 1-5 мг/кг внутривенно или внутримышечно. В случае нарастания острой дыхательной недостаточности следует немедленно интубировать пациента. При невозможности интубации трахеи — выполнить коникотомию, трахеостомию или пунктировать трахею 6 иглами с широким просветом. Введение адреналина можно повторять до суммарной общей дозы 1-2 мл 0,1 %-ного раствора за короткий промежуток времени (несколько минут), но в любом случае вводить адреналин следует дробными порциями. В дальнейшем адреналин вводится по потребности, с учётом его короткого периода полувыведения, ориентируясь на артериальное давление, ЧСС, симптомы передозировки (тремор, тахикардия, мышечные подёргивания). Нельзя допускать передозировку адреналина, поскольку его метаболиты могут ухудшать течение анафилактического шока и блокировать адренорецепторы.
Следом за адреналином должны вводиться глюкокортикоиды. При этом следует знать, что дозы глюкокортикоидов, необходимые для купирования анафилактического шока, в десятки раз превышают «физиологические» дозировки и во много раз — дозы, применяемые для лечения хронических воспалительных заболеваний типа артритов. Типичные дозы глюкокортикоидов, необходимые при анафилактическом шоке — это 1 «крупная» ампула метилпреднизолона (как для пульс-терапии) по 500 мг (то есть 500 мг метилпреднизолона), или 5 ампул дексаметазона по 4 мг (20 мг), или 5 ампул преднизолона по 30 мг (150 мг). Меньшие дозы малоэффективны. Порой требуются и дозы больше указанных выше — необходимая доза определяется тяжестью состояния больного с анафилактическим шоком. Эффект глюкокортикоидов, в отличие от адреналина, наступает не сразу, а через десятки минут или несколько часов, но длится дольше. Для купирования бронхоспазма, устойчивого к действию адреналина (эпинефрина), — эуфиллин (аминофиллин) 2,4 %-ный — 20 мл в/венно медленно, преднизолон — 1,5-3 мг/кг.
Также показано введение антигистаминных препаратов из числа не снижающих артериальное давление и не обладающих высоким собственным аллергенным потенциалом: 1-2 мл 1 %-ного димедрола или супрастина, тавегила. Нельзя вводить дипразин — он, как и другие производные фенотиазина, обладает значительным собственным аллергенным потенциалом и, кроме того, снижает и без того низкое артериальное давление у больного с анафилаксией. Согласно современным представлениям, введение хлорида или глюконата кальция, которое широко практиковалось ранее, не только не показано, но и способно отрицательно сказаться на состоянии пациента.
Показано медленное внутривенное введение 10-20 мл 2,4 %-ного раствора эуфиллина с целью снятия бронхоспазма, уменьшения отёка лёгких и облегчения дыхания.
Больного с анафилактическим шоком следует уложить в горизонтальное положение с опущенной или горизонтальной (не поднятой!) верхней частью туловища и головой для лучшего кровоснабжения мозга (учитывая низкое АД и низкое кровоснабжение мозга). Рекомендуется наладить ингаляцию кислорода, внутривенное капельное введение физраствора или другого водно-солевого раствора для восстановления показателей гемодинамики и АД.

## Профилактика анафилактического шока
Профилактика развития анафилактического шока заключается прежде всего в избегании контактов с потенциальными аллергенами. Больным с известной аллергией на что-либо (лекарства, пищу, укусы насекомых) любые препараты, обладающие высоким аллергенным потенциалом, следует либо вообще избегать, либо назначать с осторожностью и только после подтверждения кожными пробами факта отсутствия аллергии на конкретный препарат.